# Redemption Song
Redemption Song är en sång skriven av Bob Marley till hans sista album Uprising från 1980, där sången är det sista spåret. Sången finns även med på samlingsalbumet Legend från 1984. När Marley skrev denna sång hade han redan fått diagnosen cancer, som sedan skulle orsaka hans död.
Till skillnad från många andra låtar av Bob Marley så är detta en strikt solosång. Marley sjunger och spelar akustisk gitarr, helt utan ackompanjemang.

## Covers
Många artister och grupper, med olika stilar, har gjort covers på denna sång. Bland andra Stevie Wonder, Joe Strummer, Lauryn Hill, Rihanna, Manfred Mann's Earth Band, Alicia Keys, U2, Johnny Cash, Di Leva och Bob Marleys son Ziggy Marley

### Framträdande i film och TV
- Sången spelas i eftertexterna till filmen I Am Legend.
- James "Sawyer" Ford sjunger sången i första säsongen av Lost.
- Sången spelas i filmen The Beach.